# Rupat
Rupat (em indonésio:  Pulau Rupat) é uma ilha do estreito de Malaca, na província de Riau, Indonésia. Fica junto à costa oriental de Samatra, ao largo da cidade de Dumai, perto do estreito de Rupat (Selat Rupat) e tem área de 1490 km². Com 30000 habitantes, a ilha tem baixa densidade populacional, apenas 20 pessoas por km².
Rupat é uma ilha mais ou menos circular e plana com diâmetro de 50 km. Administrativamente, pertence ao distrito (Kabupaten) de Bengkalis na província de Riau e tem dois sub-distritos (Kecamatan): Rupat no sul e Utara Rupat no norte
As duas localidades mais importantes da ilha e dos respetivos sub-distritos são Batu Panjang no sul e Tanjung Medang na costa norte.